# Rettenbach (Svevia)
Rettenbach è un comune tedesco di 1 617 abitanti, situato nel land della Baviera.